# ピーター・ゲレッティ
ピーター・ゲレッティ（Peter Gerety、1940年5月17日 - ）は、アメリカ合衆国の俳優。

## 出演作品
- マーベラス・ミセス・メイゼル
- スニーキー・ピート
- LAW & ORDER:性犯罪特捜班 シーズン14
- フライト
- キック・オーバー
- ブルーブラッド ～NYPD家族の絆～ シーズン1
- RUBICON 陰謀のクロスワード
- ブラザーズ&シスターズ シーズン4
- グッド・ワイフ
- マーシー・ホスピタル
- モール★コップ
- パブリック・エネミーズ
- ニューヨーク1973/LIFE ON MARS
- ストップ・ロス/戦火の逃亡者
- フィービー・イン・ワンダーランド
- THE WIRE/ザ・ワイヤー シーズン5（フェラン）
- ブラザーフッド シーズン3
- チェンジリング
- かけひきは、恋のはじまり
- LAW & ORDER:性犯罪特捜班 シーズン9
- チャーリー・ウィルソンズ・ウォー
- LAW & ORDER:性犯罪特捜班 シーズン8
- キッドナップ
- インサイド・マン
- シリアナ
- THE WIRE/ザ・ワイヤー シーズン3（フェラン）
- LAW & ORDER　ロー＆オーダー シーズン13
- LAW & ORDER　クリミナル・インテント シーズン2
- ロード・トゥ・ヘル
- THE WIRE/ザ・ワイヤー シーズン1（フェラン）
- さよなら、さよならハリウッド
- スコルピオンの恋まじない
- 光の旅人 K-PAX
- ホミサイド/ザ・ムービー（スチュアート・ガーティー）
- バガー・ヴァンスの伝説
- LAW & ORDER　ロー＆オーダー シーズン10
- ホミサイド/殺人捜査課 第6シーズン（スチュアート・ガーティー刑事）
- ホミサイド/殺人捜査課 第5シーズン（スチュアート・ガーティー刑事）
- ホミサイド/殺人捜査課 第4シーズン（スチュアート・ガーティー刑事）
- ホミサイド/殺人捜査課 第3シーズン（スチュアート・ガーティー刑事）
- LAW & ORDER　ロー＆オーダー シーズン5
- ウルフ
- テンダーエイジ